# Ӿ̊
Cette page contient des caractères spéciaux ou non latins. S’ils s’affichent mal (▯, ?, etc.), consultez la page d’aide Unicode.
Ӿ̊ (minuscule : ӿ̊), appelé kha barré rond suscrit, est une lettre additionnelle de l’alphabet cyrillique utilisée en yazgoulami. Elle est composée du kha barré ‹ Ӿ › diacrité d’un rond en chef.

## Représentation informatique
Le kha barré rond suscrit peut être représenté avec les caractères Unicode suivants :
- décomposé (cyrillique, diacritiques) :

| formes    | représentations | chaînes de caractères | points de code | descriptions                                                   |
| --------- | --------------- | --------------------- | -------------- | -------------------------------------------------------------- |
| capitale  | Ӿ̊               | Ӿ◌̊                    | U+04FE U+030A  | lettre majuscule cyrillique kha barré diacritique rond en chef |
| minuscule | ӿ̊               | ӿ◌̊                    | U+04FF U+030A  | lettre minuscule cyrillique kha barré diacritique rond en chef |

## Sources
- (en) « Yazghulami Dictionary », sur Webonary